# Kilden, strømmen og havet
Kilden, strømmen og havet er en film instrueret af Lone Alstrup.

## Handling
En fortolkning af Jes Berthelsens digteriske billede af den menneskelige bevidstheds fremtid.